# باصدي حاج بارون (الريف الشرقي)
باصدي حاج بارون (بالفارسية: باصدی حاج‌بارون) هي منطقة سكنية تقع في إيران في قسم الريف الشرقي الريفي. يقدر عدد سكانها بـ 890 نسمة .